# Лонцько (Західнопоморське воєводство)
Лонцько (пол. Łącko) — село в Польщі, у гміні Постоміно Славенського повіту Західнопоморського воєводства.
Населення — 243 особи (2011).
У 1975-1998 роках село належало до Слупського воєводства.

## Демографія
Демографічна структура станом на 31 березня 2011 року:
|          | Загалом | Допрацездатний вік | Працездатний вік | Постпрацездатний вік |
| -------- | ------- | ------------------ | ---------------- | -------------------- |
| Чоловіки | 126     | 37                 | 79               | 10                   |
| Жінки    | 117     | 32                 | 67               | 18                   |
| Разом    | 243     | 69                 | 146              | 28                   |